# Tomasz Bohdanowicz-Dworzecki
Tomasz Bohdanowicz-Dworzecki (tiếng Nga: Фома Осипович Дворжецкий-Богданович; Foma Osipovich Dvorzhetsky-Bogdanovich; sinh năm 1859 – mất tháng 4 năm 1920)  là một kiến trúc sư người Ba Lan. Ông chuyên hoạt động tại Moskva.
Tomasz Bohdanowicz-Dworzecki sinh ra trong một gia đình quý tộc người Ba Lan tại Vitebsk, Đế quốc Nga (nay là Belarus). Bohdanowicz-Dworzecki đã tốt nghiệp Học viện Nghệ thuật ở Saint Petersburg. Từ năm 1893, ông đảm nhận vị trí giáo sư tại Trường Hội họa, Điêu khắc và Kiến trúc Moscow. Ông đã làm việc ở đó với Stanislaw Nowakowski. Bắt đầu từ năm 1899, Tomasz Bohdanowicz-Dworzecki trở thành một trong những thành viên của ban xây dựng Moscow. Ông đã thiết kế một số nhà thờ theo phong cách Gothic ở nhiều thành phố khác nhau của Nga, đặc biệt trong số đó là Nhà thờ chính tòa Đức Mẹ Vô nhiễm Nguyên tội. Bên cạnh đó, ông cũng thiết kế một số công trình theo phong cách Byzantine. Tomasz Bohdanowicz-Dworzecki đã cộng tác với các kiến trúc sư lừng danh Alexander Pomerantsev và Alexander Lednicki trong việc giám sát xây dựng công trình Ga xe lửa Trung tâm Riga (1897-1901).